# Élection présidentielle française de 1873
L'élection présidentielle française de 1873 s'est déroulée à Versailles le 24 mai 1873. Elle avait pour but d'élire le successeur d'Adolphe Thiers, qui avait démissionné de la présidence de la République le jour même. Le maréchal Patrice de Mac Mahon fut élu par l'Assemblée nationale pour lui succéder.

## Débat sur le mode de désignation
Les lois du 31 août 1871 et du 13 mars 1873 ne disant rien sur la vacance, même provisoire, du pouvoir exécutif, la question qui se posa à l’Assemblée nationale — issue des élections législatives de 1871 — fut de savoir comment procéder pour désigner un nouveau président de la République.
À l’initiative des monarchistes et de certains bonapartistes, une proposition fut déposée appelant l’Assemblée à se prononcer « immédiatement au scrutin » sur le successeur de Thiers. Le député de gauche Émile Lenoël intervint pour déclarer que les députés ne pouvaient se prononcer sur un nom sans violer le règlement de l’Assemblée et qu’il fallait en conséquence passer par une proposition de loi comme lorsque Thiers avait été nommé en 1871 par l'Assemblée nationale réunie à Bordeaux. Le légitimiste Audren de Kerdrel contesta cette analyse : il ne s’agissait pas d’une loi, mais d’une « élection » : « aujourd’hui l’institution est créée ; nous conservons les lois existantes », l’Assemblée n’ayant pas l’intention de créer un nouvel exécutif comme un « directoire » ou un « triumvirat ».
Le président de l’Assemblée nationale, Louis Buffet, expliqua qu'il s’agit simplement d'une « nomination ». En réponse au député de centre gauche Horace de Choiseul-Praslin, qui demandait « pour combien de temps sera-t-il nommé ? Sera-t-il irrévocable ? », Buffet indiqua que le successeur de Thiers « se trouverait exactement dans les conditions légales et constitutionnelles où se trouvait M. Thiers lui-même ».

## Résultats
| Candidats                | Candidats                | Étiquettes               | Premier tour | Premier tour |
| Candidats                | Candidats                | Étiquettes               | Voix         | %            |
| ------------------------ | ------------------------ | ------------------------ | ------------ | ------------ |
|                          | Patrice de Mac Mahon     | Légitimiste              | 390          | 99,74        |
|                          | Jules Grévy              | Républicain modéré       | 1            | 0,26         |
|                          |                          |                          |              |              |
| Votes valides            | Votes valides            | Votes valides            | 391          | 99,74        |
| Votes blancs et nuls     | Votes blancs et nuls     | Votes blancs et nuls     | 1            | 0,26         |
| Total                    | Total                    | Total                    | 392          | 100          |
| Abstention               | Abstention               | Abstention               | 380          | 49,22        |
| Inscrits / participation | Inscrits / participation | Inscrits / participation | 772          | 50,78        |

## Analyse
Mac Mahon fut élu grâce à la majorité monarchiste sortie des élections législatives de 1871 à la suite de la guerre franco-allemande. Son seul opposant fut l'ancien président de la Chambre des députés Jules Grévy, qui ne recueillit qu'une voix. Les députés de gauche (380 voix) ayant choisi de s'abstenir par rejet des deux candidats, Mac Mahon fut élu en un seul tour à une écrasante majorité (390 voix sur 391 suffrages exprimés).
Quand on vint informer le maréchal de Mac Mahon de son élection, son entourage n'eut aucun mal à le convaincre d'accepter sa nouvelle fonction. Il envoya sa lettre d'acceptation à l'Assemblée nationale le 25 mai 1873.
L'expression « élection de maréchal » est restée depuis lors pour désigner une élection à la quasi-unanimité.[réf. nécessaire]

## Durée du mandat
Par la loi du 20 novembre 1873 (dite « loi du septennat »), le président Patrice de Mac Mahon voit la durée de son mandat fixée à sept ans, soit jusqu'au 24 mai 1880.